# Lacapelle-Viescamp
Lacapelle-Viescamp – miejscowość i gmina we Francji, w regionie Owernia-Rodan-Alpy, w departamencie Cantal.
Według danych na rok 1990 gminę zamieszkiwało 438 osób, a gęstość zaludnienia wynosiła 28 osób/km² (wśród 1310 gmin Owernii Lacapelle-Viescamp plasuje się na 438. miejscu pod względem liczby ludności, natomiast pod względem powierzchni na miejscu 609.).